# جو ان بومير
جو ان كلود بومير (مواليد 10 أبريل 1996)، وهي لاعبة كرة قدم تلعب كمدافعة لنادي BFA اللبناني. وُلد بومير في كندا لأب كندي وأم لبنانية. حصلت على الجنسية اللبنانية بالتجنس لتمثيل منتخب لبنان دوليًا.